# Ень Шао
Ень Шао (кит.: 邵 恩, Shào Ēn; нар. 3 жовтня 1954, Тяньцзінь) — китайський диригент.

## Біографія
Закінчив Пекінську консерваторію, працював другим диригентом Симфонічного оркестру Китайського радіо.
1988 року дебютував в Європі. У 1989 році виграв міжнародний диригентський конкурс Угорського телебачення. У 1992–1995 роках очолював Ольстерський оркестр, а в 1996–2002 — Гілдфордскій філармонічний оркестр. 
З 2002 року керує Симфонічним оркестром Макао. У сезоні 2006/07 був головним диригентом Національного симфонічного оркестру Китаю. З 2006 року очолив також Симфонічний оркестр Словенського радіо та телебачення, а 2007 року ще й Тайбейський китайський оркестр, який складається з китайських традиційних інструментів).